# Напряжённость магнитного поля
Напряжённость магни́тного по́ля — векторная физическая величина, равная разности векторов магнитной индукции {\displaystyle {\vec {B}}} и намагниченности {\displaystyle {\vec {M}}} в рассматриваемой точке. Обозначается символом {\displaystyle {\vec {H}}}.
В Международной системе единиц (СИ): 
{\displaystyle {\vec {H}}({\vec {r}})={\frac {1}{\mu _{0}}}{\vec {B}}({\vec {r}})-{\vec {M}}({\vec {r}})},
где {\displaystyle {\vec {r}}} — радиус-вектор точки, {\displaystyle \mu _{0}} — магнитная постоянная. Единица измерения (в СИ) — А/м (ампер на метр). 
Входит в уравнения Максвелла. По физическому смыслу представляет вклад внешних (по отношению к данной точке пространства) источников магнитного поля в магнитную индукцию в данной точке. 

## Понятие напряжённости магнитного поля
Под напряжённостью магнитного поля понимается разность векторов магнитной индукции {\displaystyle {\vec {B}}} и намагниченности {\displaystyle {\vec {M}}} в данной точке:
{\displaystyle {\vec {H}}={\frac {1}{\mu _{0}}}{\vec {B}}-{\vec {M}}\,\,} (в СИ) или {\displaystyle \,\,{\vec {H}}={\vec {B}}-4\pi {\vec {M}}\,\,} (в СГС).
В простейшем случае изотропной (по магнитным свойствам) неферромагнитной среды и в приближении низких частот намагниченность {\displaystyle {\vec {M}}} зависит от приложенного магнитного поля с индукцией {\displaystyle {\vec {B}}} линейно:
{\displaystyle {\vec {M}}=\alpha {\vec {B}}}.
Исторически вместо описания этой линейной зависимости коэффициентом {\displaystyle \alpha } принято использовать связанные величины — магнитную восприимчивость {\displaystyle \chi } или магнитную проницаемость {\displaystyle \mu }:
{\displaystyle {\vec {M}}={\frac {\chi }{\mu _{0}(1+\chi )}}{\vec {B}}={\frac {(\mu -1)}{\mu _{0}\mu }}{\vec {B}}\,\,} (в СИ) или {\displaystyle \,\,{\vec {M}}={\frac {\chi }{1+4\pi \chi }}{\vec {B}}={\frac {\mu -1}{4\pi \mu }}{\vec {B}}\,\,} (в СГС).
Отсюда может также быть получена связь {\displaystyle {\vec {H}}} и {\displaystyle {\vec {B}}}.

## Единицы измерения напряжённости
В системе СГС напряжённость магнитного поля измеряется в эрстедах (Э), в системе СИ — в амперах на метр (А/м). В технике эрстед постепенно вытесняется единицей СИ — ампером на метр. 
Соотношения: 1 Э = 1000/(4π) А/м ≈ 79,5775 А/м; 1 А/м = 4π/1000 Э ≈ 0,01256637 Э.

## Уравнения Максвелла для напряжённости
Из четырёх фундаментальных уравнений теории электромагнетизма — уравнений Максвелла — напряжённость магнитного поля {\displaystyle {\vec {H}}} входит в три, в том числе в одно в явном виде (уравнения приведены в СИ):
{\displaystyle {\mbox{rot}}{\vec {H}}={\vec {j}}+{\frac {\partial {\vec {D}}}{\partial t}},\quad {\mbox{div}}{\vec {B}}=0,\quad {\mbox{rot}}{\vec {E}}=-{\frac {\partial {\vec {B}}}{\partial t}}},
где {\displaystyle {\vec {j}}} — плотность тока проводимости, {\displaystyle {\vec {D}}} — вектор электрической индукции, {\displaystyle {\vec {E}}} — напряжённость электрического поля. В магнитостатическом пределе остаются два уравнения в форме 
{\displaystyle {\mbox{rot}}{\vec {H}}={\vec {j}},\quad {\mbox{div}}{\vec {B}}=0}.
Для большинства сред магнитная индукция и напряжённость магнитного поля связаны как {\displaystyle {\vec {B}}=\mu _{0}\mu {\vec {H}}}.

## Поведение напряжённости на границе сред
На границе раздела двух материалов, вдоль которой не течёт поверхностный ток проводимости, параллельная границе компонента напряжённости {\displaystyle {\vec {H}}_{\tau }} не претерпевает разрыва. 
Если же упомянутый поверхностный ток {\displaystyle \mathbf {i} } присутствует, то величина разности этой компоненты с одной и другой стороны границы как раз равна {\displaystyle |\mathbf {i} |}.

## Физический смысл величины напряжённости
В соответствии с определением вектор {\displaystyle {\vec {H}}} представляет вклад в магнитную индукцию, обусловленный действием внешних (по отношению к конкретной рассматриваемой точке) причин, создающих поле. Таковыми могут быть токи проводимости {\displaystyle {\vec {j}}}, переменное во времени электрическое поле (ток смещения {\displaystyle \partial {\vec {D}}/\partial t}), а также локализованные молекулярные токи {\displaystyle {\vec {j}}_{mol}}. Токами {\displaystyle {\vec {j}}_{mol}} создаётся намагниченность, в том числе в областях вне рассматриваемой точки, и эта намагниченность влияет на распределение поля во всём пространстве.
Кроме внешних причин, вклад в {\displaystyle {\vec {B}}} даёт намагниченность непосредственно в рассматриваемой точке, но этот вклад вычитается.
Оперирование вектором {\displaystyle {\vec {H}}} не позволяет радикально упростить расчёты. Для нахождения профиля поля (будь то {\displaystyle {\vec {B}}} или {\displaystyle {\vec {H}}}) обычно необходимо решать уравнения Максвелла с учётом соотношений, связывающих {\displaystyle {\vec {B}}} и {\displaystyle {\vec {H}}}.

## Некорректная трактовка физического смысла
Распространено ошибочное восприятие «внешних причин», ответственных за создание поля {\displaystyle {\vec {H}}}. А именно, иногда считается, что {\displaystyle {\vec {H}}} якобы во всех случаях может вычисляться по заданному распределению токов {\displaystyle {\vec {j}}} в пространстве, как если бы магнетики отсутствовали (скажем, по формуле Био—Савара—Лапласа без {\displaystyle \mu _{0}}). Аналогичный вариант недоразумения: полагается, что при внесении куска магнетика в известное магнитное поле {\displaystyle {\vec {H}}({\vec {r}})} это поле якобы не претерпевает изменений, а изменяется только {\displaystyle {\vec {B}}({\vec {r}})=\mu _{0}\mu ({\vec {r}}){\vec {H}}({\vec {r}})} согласно поведению {\displaystyle \mu ({\vec {r}})}.
В качестве псевдомотивации акцентируется тот факт, что в уравнении Максвелла для {\displaystyle {\mbox{rot}}{\vec {H}}} фигурируют только токи проводимости, а параметры магнетиков вообще отсутствуют. Однако нельзя игнорировать уравнение для {\displaystyle {\mbox{div}}{\vec {B}}} (то есть для {\displaystyle {\mbox{div}}(\mu _{0}\mu {\vec {H}}})), в которое входит магнитная проницаемость. В числе прочего о влиянии магнетиков на вектор {\displaystyle {\vec {H}}} говорит преломление силовых линий {\displaystyle {\vec {H}}} на границе среда—вакуум, не параллельной {\displaystyle {\vec {H}}}.

## Некоторые частные случаи и примеры
В вакууме
В вакууме (или в отсутствие среды, способной к магнитной поляризации, а также в случаях, когда последняя пренебрежима) напряжённость магнитного поля {\displaystyle {\vec {H}}} совпадает с вектором магнитной индукции {\displaystyle {\vec {B}}} с точностью до коэффициента, равного 1 в СГС и {\displaystyle \mu _{0}} в СИ.
В магнетиках некоторых форм
В случае однородного, с фиксированным {\displaystyle \mu }, образца магнетика определённой формы: эллипсоида, цилиндра и ряда других — и однородного до внесения такого образца поля {\displaystyle {\vec {H}}_{e}}, внутри образца создаётся однородное поле {\displaystyle {\vec {H}}}, отличное от {\displaystyle {\vec {H}}_{e}} и вычисляемое из соотношения {\displaystyle {\vec {H}}={\vec {H}}_{e}-N\cdot {\vec {M}}={\vec {H}}_{e}-N\mu _{0}(\mu -1)\cdot {\vec {H}}} (последнее равенство — для неферромагнитных сред). Здесь {\displaystyle N} — размагничивающий фактор.
В цилиндрическом образце
Для помещённого в соленоид (так, что поле параллельно образующим) длинного цилиндрического образца с поперечным сечением любой формы, изготовленного из любой комбинации материалов (но так, чтобы не было изменений в продольном направлении), напряжённость {\displaystyle {\vec {H}}} везде в образце одинакова, а размагничивающий фактор равен нулю. Эта напряжённость совпадает (быть может, в зависимости от принятых единиц измерения, с точностью до постоянного коэффициента, как, например, в системе СИ, что не меняет идеи) с таким вектором магнитной индукции, какой «был бы, если бы магнетика не было». 
В этом конкретном частном (и практически важном) случае трактовка поля {\displaystyle {\vec {H}}} как не зависящего от наличия-отсутствия магнетика является полностью уместной.

## Сравнительная роль напряжённости и индукции
Из величин {\displaystyle {\vec {H}}} и {\displaystyle {\vec {B}}} более фундаментальной характеристикой магнитного поля является вектор магнитной индукции {\displaystyle {\vec {B}}}, так как именно он определяет силу действия магнитного поля на движущиеся заряженные частицы и токи, а также может быть непосредственно измерен, в то время как напряжённость магнитного поля {\displaystyle {\vec {H}}} можно рассматривать скорее как вспомогательную величину.
Правда, в обычно используемое выражение для энергии магнитного поля (в среде) {\displaystyle {\vec {B}}} и {\displaystyle {\vec {H}}} входят почти равноправно, но надо иметь в виду, что в эту энергию включена и энергия, затраченная на поляризацию среды, а не только энергия собственно поля. Энергия магнитного поля как такового выражается только через фундаментальную величину {\displaystyle {\vec {B}}}. Тем не менее видно, что величина {\displaystyle {\vec {H}}} феноменологическая и тут весьма удобна.